# Vailate
Vailate (lombardul: Agliat vagy Àilat) település Olaszországban, Lombardia régióban, Cremona megyében. Lakosainak száma 4623 fő (2023. január 1.). Vailate Agnadello, Calvenzano, Misano di Gera d’Adda, Torlino Vimercati, Arzago d’Adda és Capralba községekkel határos.

## Népesség
A település lakossága az elmúlt években az alábbi módon változott:
| Lakosok száma | 4575 | 4574 | 4542 | 4623 |
|               | 2013 | 2017 | 2018 | 2023 |